# Aillén
Aillén o Áillen è un essere soprannaturale della mitologia irlandese.

## Storia
Chiamato l'incendiario, è un membro del Túatha Dé Danann che risiede a Mag Mell, l'Aldilà. Secondo The Boyhood Deeds of Fionn (L'infanzia di Fionn), Aillen incendiava Tara ogni anno a Samhain con il suo alito di fuoco, dopo aver fatto addormentare tutti gli abitanti suonando la sua musica.
Tutto ciò finì con l'arrivo di Fionn mac Cumhaill, che rimase sveglio respirando il veleno della sua lancia e così uccise Aillen. Con questa impresa Fionn diventò il leader dei Fianna.
Aillen era anche un nome proprio molto diffuso nell'Irlanda antica e molti personaggi si chiamarono così. Anche la dea della fertilità Áine a volte viene chiamata con questo nome.